# Nicolai Vallys
Nicolai Frimodt Vallys (ur. 4 września 1996 w Kopenhadze) – duński piłkarz grający na pozycji pomocnika w Brøndby IF.

## Kariera klubowa

### Początki
Vallys występował w młodzieżowych drużynach BK Skjold. W 2015 został członkiem pierwszej drużyny tego klubu. W 2016 przeszedł do Skovshoved IF. W sezonie 2016/17 jego zespół zwyciężył w jednej z grup Danmarksserien.

### FC Roskilde
Latem 2018 został zawodnikiem FC Roskilde, z którym podpisał dwuletni kontrakt. W 1. division zadebiutował 29 lipca 2018 w przegranym 2:5 spotkaniu z HB Køge. W tym meczu zdobył również pierwszą bramkę w tych rozgrywkach. Łącznie w sezonie 2018/19 rozegrał 29 ligowych spotkań, w których strzelił 7 goli.

### Silkeborg IF
Latem 2019 został piłkarzem Silkeborg IF. W Superligaen zadebiutował 14 lipca 2019 w przegranym 0:3 meczu z Brøndby IF, natomiast pierwszego gola w najwyższej lidze duńskiej strzelił 27 października 2019 w spotkaniu z Hobro IK (1:1). W sezonie 2019/20 Silkeborg spadł z Superligaen, jednak w kolejnym zapewnił sobie powrót do tych rozgrywek dzięki drugiej pozycji w 1. division. Podczas gry w tym zespole, Vallys został wybrany przez trenerów klubów Superligaen najlepszym piłkarzem rundy wiosennej sezonu 2021/22. Duńczyk znalazł się również w najlepszej drużynie całego sezonu.

### Brøndby IF
31 sierpnia 2022 przeszedł do Brøndby IF, z którym podpisał kontrakt do lata 2026. W tym klubie wystąpił po raz pierwszy 4 września 2022 w meczu z AC Horsens (2:0). W rundzie jesiennej sezonu 2023/24 w 17 ligowych spotkaniach strzelił 10 goli, co pozwoliło mu zdobyć nagrodę najlepszego piłkarza Superligaen w tej fazie rozgrywek. Oprócz tego został zawodnikiem roku 2023 w Brøndby. W sezonie 2023/24 został również nagrodzony tytułem najlepszego piłkarza roku w Superligaen (przyznawanego przez stowarzyszenie zawodników) oraz obecnością w najlepszej drużynie sezonu. Dodatkowo, wywalczył z Brøndby wicemistrzostwo Danii.

## Kariera reprezentacyjna
W reprezentacji Danii zadebiutował 7 września 2023 w wygranym 4:0 meczu eliminacji do mistrzostw Europy z San Marino. W 72. minucie tego spotkania zastąpił Jespera Lindstrøma.

## Statystyki

### Klubowe
Stan na 2 czerwca 2025
| Sezon   | Klub          | Kraj  | Rozgrywki      | Mecze | Bramki |
| ------- | ------------- | ----- | -------------- | ----- | ------ |
| 2015/16 | BK Skjold     | Dania | Danmarksserien | ?     | ?      |
| 2016/17 | Skovshoved IF | Dania | Danmarksserien | ?     | ?      |
| 2017/18 | Skovshoved IF | Dania | 2. division    | 30    | 12     |
| 2018/19 | FC Roskilde   | Dania | 1. division    | 29    | 7      |
| 2019/20 | Silkeborg IF  | Dania | Superligaen    | 29    | 6      |
| 2020/21 | Silkeborg IF  | Dania | 1. division    | 21    | 8      |
| 2021/22 | Silkeborg IF  | Dania | Superligaen    | 32    | 10     |
| 2022/23 | Silkeborg IF  | Dania | Superligaen    | 6     | 2      |
| 2022/23 | Brøndby IF    | Dania | Superligaen    | 24    | 6      |
| 2023/24 | Brøndby IF    | Dania | Superligaen    | 31    | 14     |
| 2024/25 | Brøndby IF    | Dania | Superligaen    | 25    | 5      |

### Reprezentacyjne
Stan na 2 czerwca 2025
| Mecze i gole w reprezentacji | Mecze i gole w reprezentacji | Mecze i gole w reprezentacji | Mecze i gole w reprezentacji | Mecze i gole w reprezentacji | Mecze i gole w reprezentacji | Mecze i gole w reprezentacji |
| Dania                        | Dania                        | Dania                        | Dania                        | Dania                        | Dania                        | Dania                        |
| Lp.                          | Data                         | Miejsce                      | Przeciwnik                   | Wynik                        | Gol                          | Rozgrywki                    |
| ---------------------------- | ---------------------------- | ---------------------------- | ---------------------------- | ---------------------------- | ---------------------------- | ---------------------------- |
| 1.                           | 07.09.2023                   | Kopenhaga, Dania             | San Marino                   | 4:0                          |                              | el. ME 2024                  |